# Molophilus gurara
Molophilus gurara là một loài ruồi trong họ Limoniidae. Chúng phân bố ở miền Australasia.